# Andrés Romero (football)
Pour les articles homonymes, voir Andrés Romero.
Andrés Romero est un footballeur argentin né le 21 décembre 1989 à Bell Ville dans la Province de Córdoba. Il prend sa retraite sportive au début de l'année 2018.

## Biographie

### Carrière en club
Le 7 février 2013, Romero est prêté à l'Impact de Montréal pour la saison 2013. Le 10 février 2014, Romero est prêté pour une seconde saison à l'Impact de Montréal puis y est transféré en 2015. À la fin de la saison 2017, le club québécois ne renouvelle pas son contrat et le joueur annonce sa retraite le 5 février 2018 à l'âge de 28 ans.

## Palmarès
- Championnat canadien (2) :
  - Vainqueur: 2013 et 2014 avec l'Impact de Montréal
- Tournoi de clôture du championnat d'Argentine : 2010

## Statistiques
| Saison                | Club                  | Championnat           | Championnat | Championnat | Coupe(s) nationale(s) | Coupe(s) nationale(s) | Compétition(s) continentale(s) | Compétition(s) continentale(s) | Compétition(s) continentale(s) | Séries | Séries | Champ. local | Champ. local | Total | Total |
| Saison                | Club                  | Division              | M.          | B.          | M.                    | B.                    | Comp.                          | M.                             | B.                             | M.     | B.     | M.           | B.           | M.    | B.    |
| 2007-2008             | Argentinos Juniors    | Primera división      | 3           | 0           |                       |                       | -                              | -                              | -                              | -      | -      | -            | -            | 3     | 0     |
| 2008-2009             | Argentinos Juniors    | Primera división      | 22          | 4           |                       |                       | CS                             | 5                              | 0                              | -      | -      | -            | -            | 27    | 4     |
| 2009-2010             | Argentinos Juniors    | Primera división      | 6           | 0           |                       |                       | -                              | -                              | -                              | -      | -      | -            | -            | 6     | 0     |
| 2010-2011             | Argentinos Juniors    | Primera división      | 12          | 0           |                       |                       | CS                             | 2                              | 0                              | -      | -      | -            | -            | 14    | 0     |
| 2011-2012             | Argentinos Juniors    | Primera división      | 4           | 0           |                       |                       | -                              | -                              | -                              | -      | -      | -            | -            | 4     | 0     |
| 2012                  | Criciúma EC           | Série B               | 0           | 0           | 2                     | 0                     | -                              | -                              | -                              | -      | -      | 9            | 0            | 11    | 0     |
| 2012                  | Náutico Capibaribe    | Série A               | 6           | 0           | -                     | -                     | -                              | .                              | -                              | -      | -      | .            | .            | 6     | 0     |
| 2013                  | Impact de Montréal    | MLS                   | 30          | 2           | 4                     | 1                     | CO                             | 2                              | 0                              | 1      | 0      | -            | -            | 37    | 3     |
| 2014                  | Impact de Montréal    | MLS                   | 29          | 6           | 3                     | 0                     | LCC                            | 4                              | 1                              | -      | -      | -            | -            | 36    | 7     |
| 2015                  | Impact de Montréal    | MLS                   | 27          | 4           | 4                     | 0                     | LCC                            | 3                              | 2                              | 0      | 0      | -            | -            | 34    | 6     |
| 2016                  | Impact de Montréal    | MLS                   | 0           | 0           | 0                     | 0                     | -                              | -                              | -                              | 0      | 0      | -            | -            | 0     | 0     |
| 2017                  | Impact de Montréal    | MLS                   | 9           | 0           | 1                     | 0                     | -                              | -                              | -                              | -      | -      | -            | -            | 10    | 0     |
| Total sur la carrière | Total sur la carrière | Total sur la carrière | 148         | 16          | 14                    | 1                     | -                              | 16                             | 3                              | 1      | 0      | 9            | 0            | 188   | 20    |